# Spoorlijn Silberhausen - Treysa
De spoorlijn Silberhausen - Treysa is een Duitse spoorlijn tussen de steden Silberhausen en Treysa (gemeente Schwalmstadt). De lijn was als spoorlijn onder beheer van DB Netze. Op dit traject vindt, met uitzondering van een in 2009 heropend gedeelte bij Eschwege, geen vervoer meer plaats.

## Geschiedenis
Het traject werd in fases geopend.
- 31 oktober 1875: Eschwege - Eschwege West
- 15 mei 1880: Silberhausen - Eschwege

In 1974 werd het traject tussen Malsfeld en Waldkappel gesloten en opgebroken. Het personenvervoer tussen Treysa en Malsfeld werd op 30 mei 1981 stilgelegd. Het personenvervoer op het traject tussen Küllstedt en Geismar werd op 31 december 1992 stilgelegd. Het traject tussen Leinefelde en Küllstedt werd op 28 mei 1994 stilgelegd. Op 2 augustus 1996 werd de rest van het traject stilgelegd.

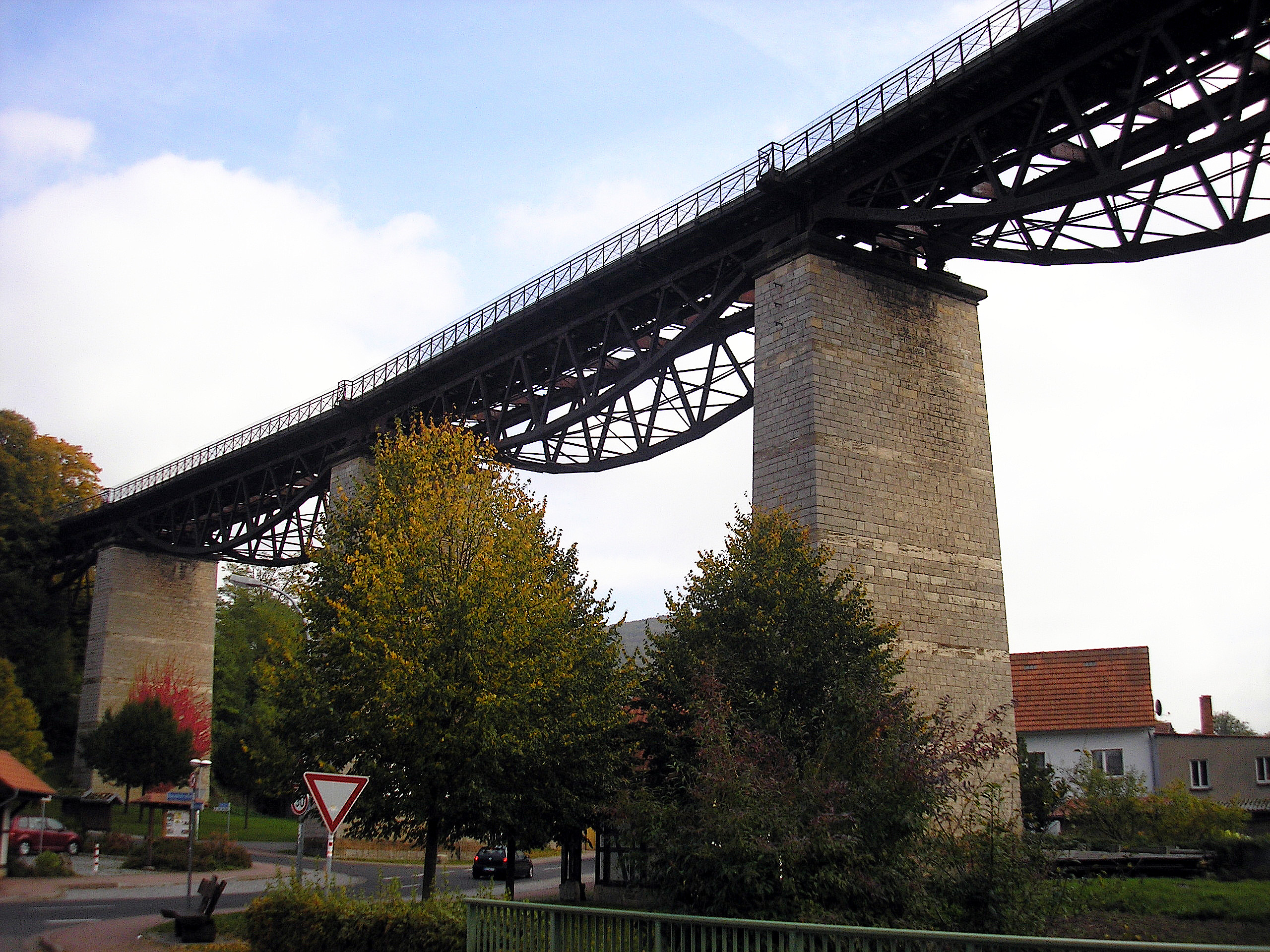
Spoorbrug bij Lengenfeld

## Aansluitingen
In de volgende plaatsen was of is er een aansluiting van de volgende spoorlijnen:

### Silberhausen
- Gotha - Leinefelde, spoorlijn tussen Gotha en Leinefelde

### Malsfeld
- Friedrich-Wilhelms-Nordbahn, spoorlijn tussen Bebra en Kassel Hbf

### Eschwege West
- Spoorlijn Frankfurt - Göttingen, spoorlijn tussen Frankfurt en Göttingen

### Treysa
- Main-Weser-Bahn, spoorlijn tussen Frankfurt am Main en Kassel
- Bad Hersfeld - Treysa, spoorlijn tussen Bad Hersfeld en Treysa